# Bilma, Niger
Bilma este un oraș dezvoltat într-o oază din departamentul Agadez, Niger.
Este centrul administrativ al arondismentului Bilma.
În tabloul demografic al orașului se disting populațiile Kanuri, care este majoritară, reprezentanți ai populațiilor Hausa, Toubou, precum și tuaregi.

## Istoric
Așezarea din oază a constituit încă din timpuri vechi o intersecție a unor drumuri comerciale care traversau deșertul Ténéré.
Izolarea orașului a permis deportarea persoanelor non-grata de pe timpul regimului președintelui Seyni Kountché, motiv pentru care aici a fost construită o închisoare.
În anul 1989, orașul a fost zguduit de tragedia prăbușirii zborului UTA 772, care făcea legătura între Brazaville și Paris, în deșerturile din apropierea oazei.

## Economie
Economia orășelului se bazează pe exploatarea și comercializarea sării. Mai nou, se dezvoltă funcția turistică, în legătură directă cu obiectivele din orașul Agadez și din munții Aïr.

## Evoluția demografică
- 1988 (recensământ): 2 421 loc.
- 2001 (recensământ): 2 300 loc.